# Carmen Frei

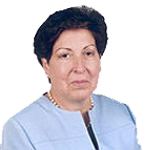
Carmen Frei Ruiz Tagle

Carmen Frei Ruiz-Tagle (sinh ngày 22 tháng 6 năm 1938) là một chính trị gia và giáo viên người Chile. Bà phục vụ như Thượng nghị sĩ từ năm 1990 đến 2006.
Frei được sinh ra ở Santiago, là con cả của Eduardo Frei Montalva và María Ruiz-Tagle. Cô học tại Colegio Universitario Inglés; và sau đó tốt nghiệp làm giáo viên (chuyên về trẻ sơ sinh) từ Đại học de Chile. Cô trở thành ủy viên hội đồng quản trị của Santiago năm 1970 và được bầu làm Thượng nghị sĩ cho Antofagasta năm 1990, được tái đắc cử vào năm 1998. Cô mất vị trí vào năm 2006. Cô đã kết hôn với Eugenio Ortega và có ba con.